# Didymocantha novica
Didymocantha novica là một loài bọ cánh cứng trong họ Cerambycidae.